# Sergej Lebeděv (politik)
Sergej Nikolajevič Lebeděv (rusky Серге́й Никола́евич Ле́бедев, Sergéj Nikolájevič Lébeděv, * 9. dubna 1948) je ruský politik, který je od roku 2007 generálním tajemníkem Společenství nezávislých států (SNS). Předtím zastával funkci armádního generála ruských ozbrojených sil a v letech 2000–2007 byl ředitelem ruské zahraniční zpravodajské služby (SVR).

## Mládí
Lebeděv absolvoval v roce 1970 černihivskou pobočku Kyjevského polytechnického institutu. V roce 1978 absolvoval s vyznamenáním Diplomatickou akademii sovětského ministerstva zahraničí a hovoří německy a anglicky.

## Raná kariéra
Před prací ve zpravodajské službě sloužil Lebeděv v letech 1966–72 v armádě. Svou kariéru zahájil v roce 1975, kdy nastoupil do KGB. V roce 1975 nastoupil do služby na Prvním hlavním ředitelství (zahraniční rozvědka).
Lebeděv byl 20. května 2000 jmenován ředitelem SVR. Podle zpráv byl do funkce jmenován, protože prezident Vladimir Putin chtěl „šéfa rozvědky, kterého dobře zná a má k němu důvěru“. Putin a Lebeděv se seznámili během služby ve východním Německu.

## Tajemník SNS (od 2007)

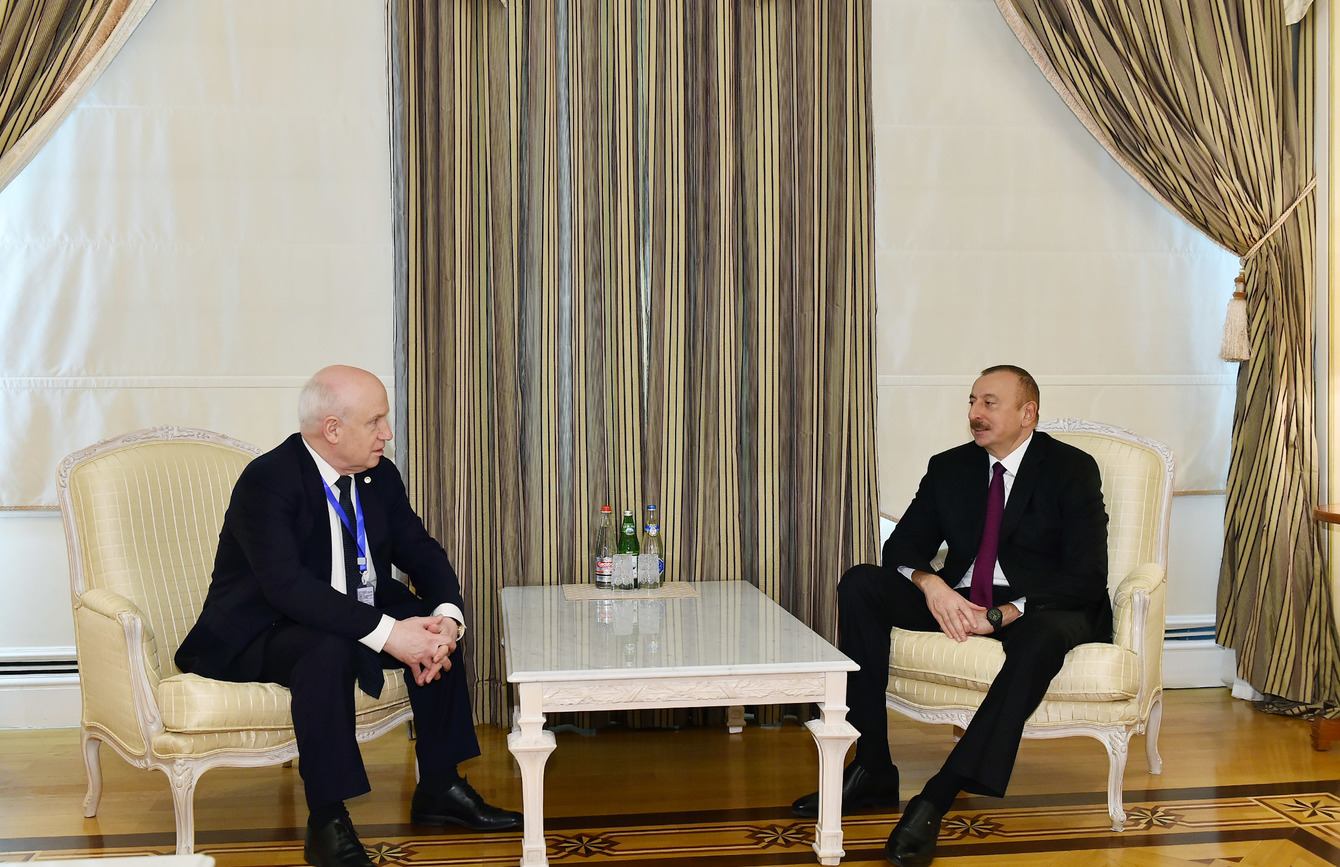
Lebeděv s Ilhamem Alijevem.

Dne 5. října 2007 byl Lebeděv zvolen výkonným tajemníkem Společenství nezávislých států a vystřídal Vladimira Rušajla.
V roce 2019 byly pravomoci předsedy výkonného tajemníka SNS prodlouženy o 3 roky.

## Ocenění
- Řád Za zásluhy o vlast – IV. třída (Rusko)
- Řád neutrality prezidenta Turkmenistánu (2019, Turkmenistán)[5][6]
- Řád přátelství (Rusko), 2022